# Pilawa (stacja kolejowa)
Pilawa – stacja kolejowa w Pilawie, w województwie mazowieckim, w Polsce. Według klasyfikacji PKP ma kategorię dworca lokalnego.

## Ruch pasażerski[2]
| Rok  | Wymiana pasażerska na dobę |
| ---- | -------------------------- |
| 2017 | 2000                       |
| 2018 | 1500-2000                  |
| 2019 | 2000-3000                  |
| 2020 | 1500                       |
| 2021 | 1800                       |
| 2022 | 2200                       |
| 2023 | 2300                       |

## Krótki opis
Stacja węzłowa położona w centrum miasta. Przez stację przechodzą następujące linie kolejowe:
- D29-7 Warszawa Wschodnia – Dorohusk
- D29-12 Skierniewice – Łuków
- D29-13 Krusze – Pilawa

## Budynek dworcowy
Budynek dworca został wybudowany w roku 1877.
W maju 2024 zakończył się remont budynku – odnowiono elewację z muru pruskiego, stolarkę i wymieniono pokrycie dachowe. Dworzec wzbogacił się o współczesne udogodnienia – elektroniczne tablice, oświetlenie LED, panele solarne itp. Renowacji poddano także otoczenie dworca – powstał parking i wiata na rowery.
| Przewoźnik | Linia | Trasa |  |
| ---------- | ----- | --- |  |
| KM         | R7    | Warszawa Zachodnia – Warszawa Śródmieście – Warszawa Wschodnia – Warszawa Wawer – Warszawa Falenica – Otwock – Celestynów – Pilawa – Garwolin – Dęblin |  |